# Skaftung

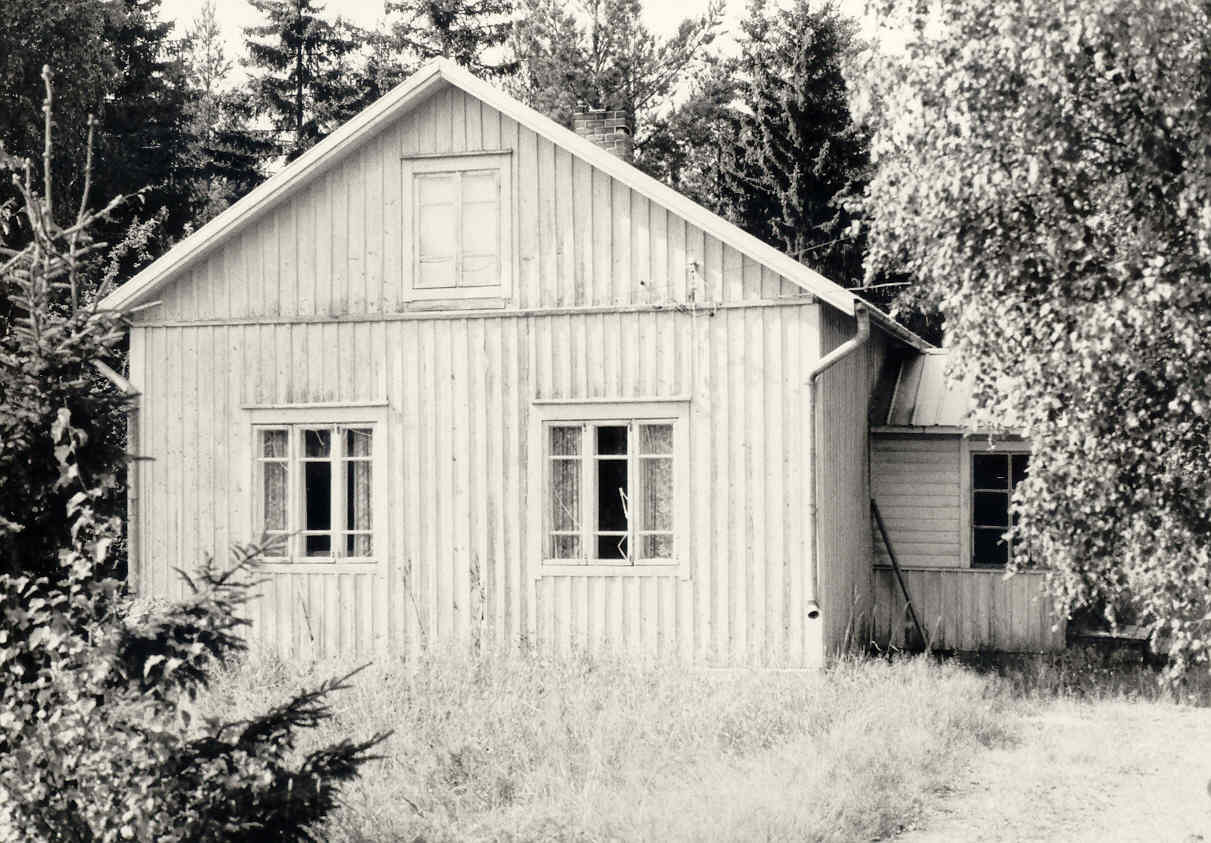
Ett bostadshus i Skaftung (augusti 1990).

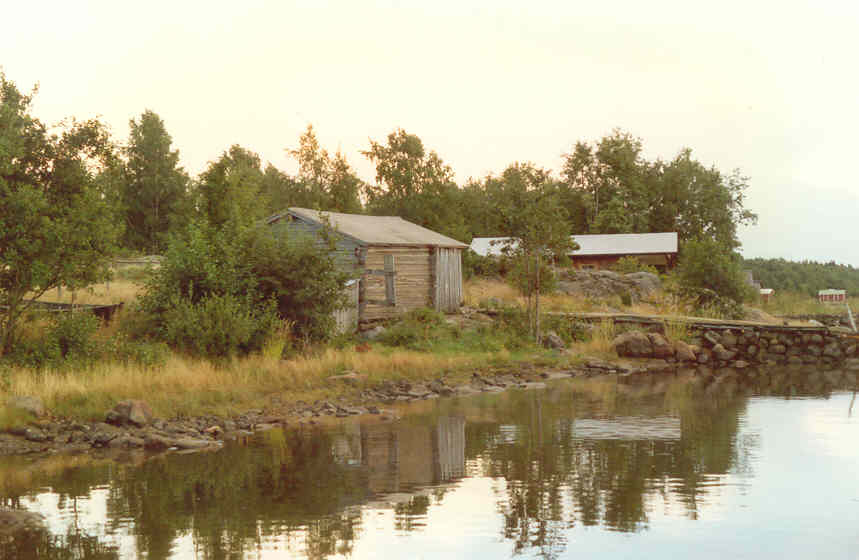
Strandlinjen i Skaftung (sommaren 1990).

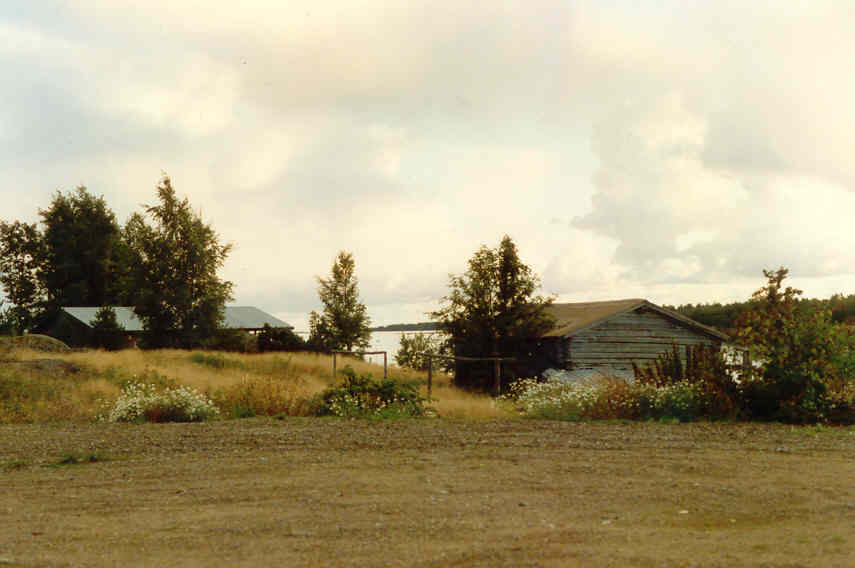
Strandlinjen i Skaftung (sommaren 1990).

Skaftung är en by i Sideby socken, Kristinestads stad i Österbotten, Finland. Byn har varit säte för landsdelens första kyrkobyggnad, en kapellkyrka från 1400-talet. Idag går församlingsborna i Sideby kyrka, men i Skaftung finns frikyrkorna väl representerade med metodistkyrkan, evangelisk-lutherska bykyrkan och finska bönehuset.
Det äldsta skriftliga belägget av bynamnet Skaftung är från år 1479, då Pehr Ingeualsson i Skaptwaga i dåvarande Närpes storsocken omnämns i ett rättsprotokoll i Stockholm. Han tvistade om ett loskinn med Anders Olsson från grannbyn Sideby. Namnet Skaftung härleder troligtvis från det ålderdomliga svenska ordet skaft som kan översättas till udde eller dylikt, där de första skaftungborna bosatte sig senast på medeltiden och idkade fiske och sälfångst. De äldsta hemmansnamnen i byn är Teirfolk, Grannas, Ingves och Norrgård, men på 1700-talet tillkom även Demasör (ursprungligen Westerback), Österbygd, Grankull, Sundnäs, Henriksdal, Rosenlund (Frivilas) och Långfors. Flera av dessa senare nybyggen är idag egna småbyar.

## Amerikaemigrationen
Emigrationen till Amerika var livaktig under åren 1880-1930, då drygt 1000 personer lämnade Skaftung för den långa resan över havet. De första två som for omnämns i kyrkböckerna 1880, dessa var Johan Henrik Albertinasson Strandberg (f. 1850) och Josef Vilhelm Johansson Högman (f. 1844). I början var det främst män som for, men med tiden blev det lika vanligt med kvinnliga emigranter.

## Bobergs såg
Alltsedan tiden före första världskrigets utbrott till åren efter andra världskriget fanns det en industriell ångsåg i Skaftung vars trävaror gick ut över världen, bland annat från den egna hamnen, som mest producerade man cirka 3000 standert om året. Kring fabriken, vars tillkomst familjen Grankull stod bakom, växte det upp ett mindre samhälle som skiljde sig mycket från det omgivande mer jordbruksinriktade bysamfundet. Sågkomplexet brann ned i mitten av 1950-talet. Idag kan man se spåren av såget i Harriet Lindelöf-Sahl:s sågmuseum som hon har lagt upp på sin gård i Boberg, rakt bredvid den gamla industriella sågplatsen.  

## Företagare på 2000-talet
Såg- och virkeshandel i Skaftung, bedrivs idag av Skaftung såg AB och Snickeri Lindy Kb. Annan industriell verksamhet hålls i orten av Skaftung Mekaniska Verkstad Ab Oy, men odling av fisk i nätbassänger och -kassar i havet är den mest förgrenade verksamheten och bedrivs i Skaftung av företag såsom Kristiinan Lohi Ab Oy, Ab Rågårds Lax Oy, Skaftung Forell Kb  och Peter Lindqvist med flera.

## Skaftung uf
Skaftungs ungdomsförening (Skaftung uf) grundades 1907, efter förebilder i grannbyarna Lappfjärd och Sideby, som fick sin ungdomsföreningar i stånd 1896 respektive 1904. Ett eget ungdomshus uppfördes 1909 och den tongivande personen kring föreningsbildandet i Skaftung var byskoleläraren Axel E. Teir.  Tiden fram till andra världskrigets utbrott var mycket livaktigt, då man ordnade föredrag, spelade teater och hade programfester. Under de första två årtiondena var det populärt med att dansa ringlekar, medan på 1930-talet kom såsom i många andra ungdomshus danstillställningarna i gång. Emigrationen från bygden till Sverige gjorde att Skaftung uf levde på sparlåga in till början av 1970-talet, numera är det en förhållandevis aktiv förening.